# Вестини
Вестините (на латински: Vestini; древногръцки: Ὸυηστίνοι) са древно
италийско племе, живяло на територията на днешен Абруцо в Л'Акуила в Централна Италия.
През 6 век пр.н.е. техният крал е Невий Помпуледий. Техният град Пелтуинум се намирал на пътя Виа Клавдия Нова.
Фамилията Катии са от това племе.